# BNSF
BNSF Railway, dříve známá jako Burlington Northern and Santa Fe Railway je železniční společnost ve Spojených státech amerických. Věnuje se nákladní přepravě na západě a ve středu Spojených států amerických. Je to druhá největší americká železniční společnost, jediná větší je Union Pacific Railroad, která své dráhy provozuje na zhruba stejném území a je tedy přímou konkurencí BNSF.